# Bem József
Józef Zachariasz Bem, magyarosan Bem József, muszlim nevén Murád (Tarnów, 1794. március 14. – Aleppó, 1850. december 10.) lengyel származású magyar honvéd altábornagy, majd oszmán pasa, „a székelyek Bem apója”.

## Életpályája

### Származása, lengyel katonai pályája
Cseh eredetű lengyel nemesi családba született. Tanulmányait Krakkóban, majd 1809-től a varsói Tüzér és Műszaki Iskolán folytatta. Napóleon francia császár 1812-es oroszországi hadjáratában tüzérhadnagyként vett részt. Gdańsk védelméért francia Becsületrenddel tüntették ki. 1815-ben belépett az orosz fennhatóság alatt álló Kongresszusi Lengyelország (Lengyel Királyság) hadseregébe. Tüzérszázadosként igyekezett elsajátítani kora műszaki ismereteit, 1819-ben a varsói tüzériskola tanára lett. A kor rakétafegyverének számító röppentyűk tökéletesítésével is foglalkozott. Nyíltsága kemény büntetésekhez vezetett, míg I. Sándor cár halála után az orosz–lengyel szolgálatot végül elhagyhatta.
Részt vett a novemberi felkelésben. 1831 elején – őrnagyként – egy lovasüteg parancsnoka lett. Az osztrolenkai csatában tíz ágyú összpontosított tüzével szinte az egész támadó orosz hadsereget feltartóztatta, időt nyerve a lengyel hadtest újrarendeződésére, de a vereséget így sem sikerült elkerülniük. Jan Skrzynecki tábornok még a csatatéren ezredessé léptette elő. Két hónappal később már tábornok volt, neve nemzetközileg is ismertté vált. A lengyel szabadságharc bukása után megszervezte, hogy a nagy emigráció (Wielka Emigracja) keretében a felkelésben részt vett 5000 fő Franciaországba meneküljön, s maga is Párizsba emigrált. Itt megírta emlékiratait A lengyelországi nemzeti felkelésről címmel.

### Magyarországon
1848 szeptemberében egy lengyel–horvát légió felállításának tervével Magyarországra akart utazni, de az október 6-ai forradalom Bécsben érte. Wenzel Messenhauser rábeszélésére vállalta a forradalom fegyveres erőinek főparancsnokságát. A város eleste után álruhában Magyarországra szökött. Pozsonyban felajánlotta szolgálatait Kossuth Lajosnak, aki a schwechati vereség után visszavonulóban levő magyar csapatok főparancsnokává akarta kinevezni. Bem – attól tartva, hogy a magyar tisztek nem fogadnák el az idegen parancsnokot – elhárította a megbízást, így december 1-jén az erdélyi hadsereg parancsnoka lett. 3-án jelentkezett szolgálattételre Kossuthnál, aki – mivel szabad parancsnoki poszt akkor nem volt – a Nagyszombatban állomásozó Guyon Richárd dandárjához rendelte tanácsadóként. Nemsokára azonban visszatért Pestre, ahol ekkor már Wysocki József irányításával folyt a lengyel légió megszervezése. Bem még párizsi emigrációja során került ellenséges viszonyba a Lengyel Demokrata Társaság tagjaival, ezért a lengyel légió tagjai is ellenségesen fogadták. Az ellentét odáig mélyült, hogy egy lengyel önkéntes (Ksawery Franciszek Kołodziejski) merényletet kísérelt meg Bem ellen. Az indulatos vitákkal járó ellentétet Kossuth úgy próbálta feloldani, hogy a feleket elvezényelte a fővárosból.

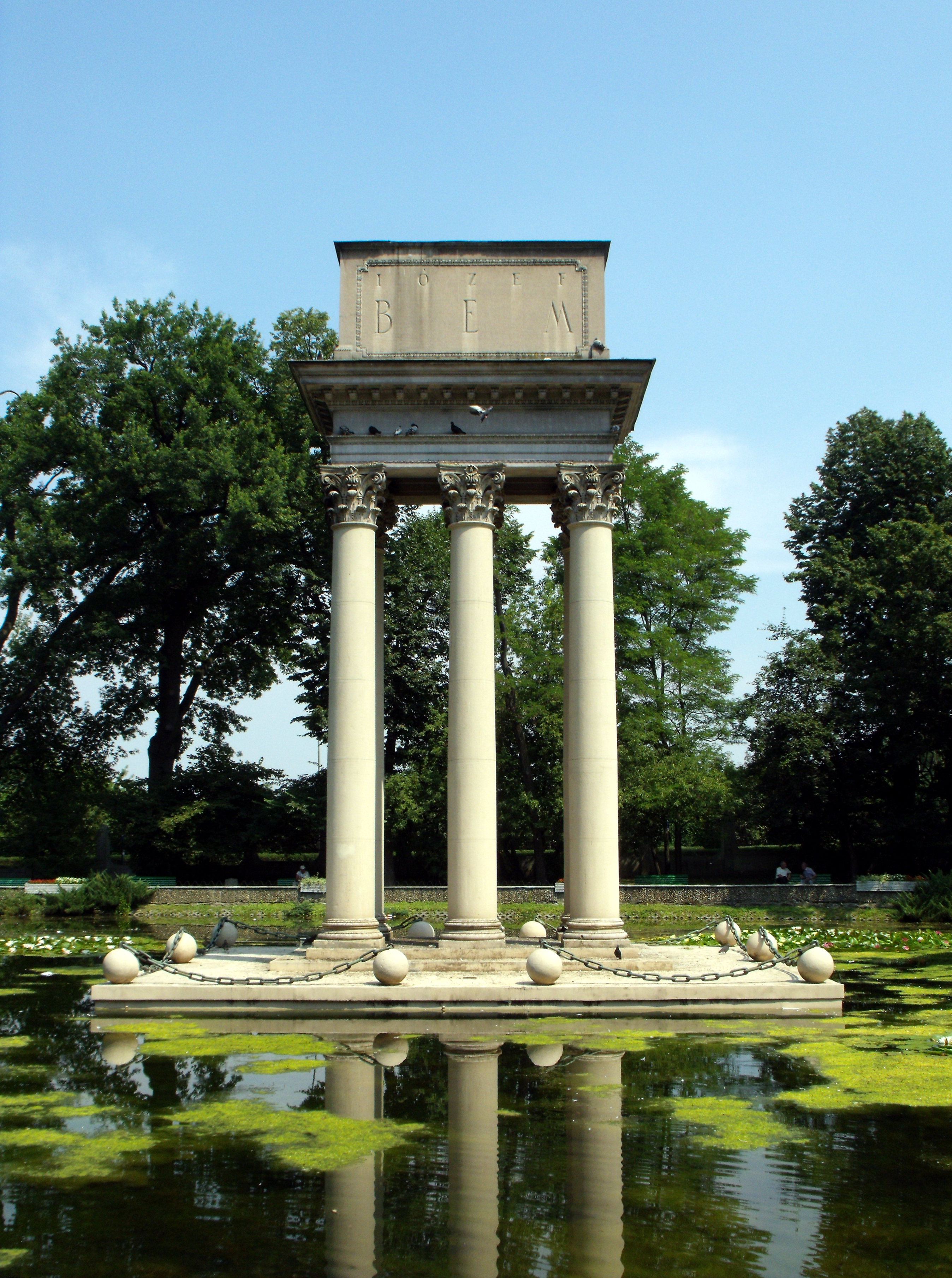
Bem József síremléke Tarnówban

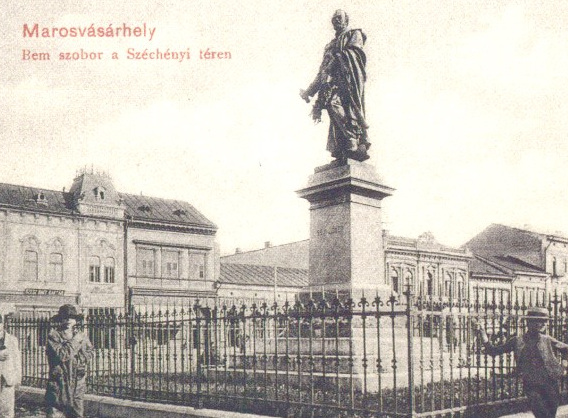
Bem szobra Marosvásárhelyen

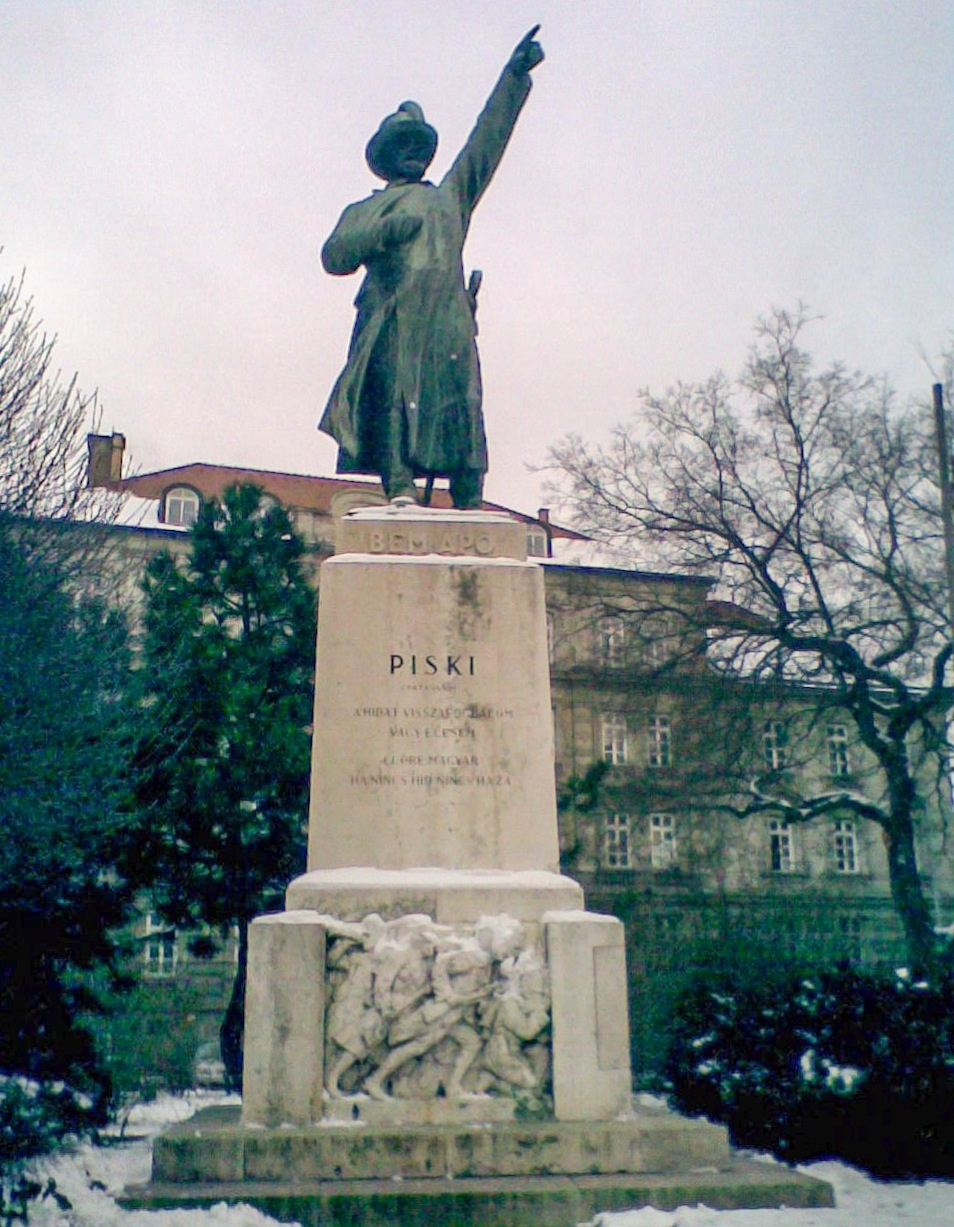
Bem szobra Budapesten a róla elnevezett téren

### Az erdélyi hadjárat
Bem altábornagy határozott intézkedéseivel rövid idő alatt újrarendezte a szétzilált, Erdélyből szinte teljesen kiszorult – a Csucsai-szorosnál álló – erdélyi hadsereget (tavasztól VI. honvéd hadtest), majd Puchner tábornok, erdélyi főhadparancsnok támadását visszaverve, ellentámadásba ment át, és gyors hadmozdulatokkal karácsonykor elfoglalta Kolozsvárt. Ezzel kelet felől biztosította az Alföldet, és lehetővé tette, hogy Windisch-Grätz támadása elől a kormány Pestről Debrecenbe helyezhesse át székhelyét. Januárban Karl Urban ezredes csapatait üldözve betört Bukovinába, majd felszabadította Székelyföldet, ahol kiegészítette haderőit. Ezt követően, egy váratlan mozzanattal Puchner háta mögé került, és január 21-én megkísérelte elfoglalni Nagyszebent, de a csatában a császáriak visszaverték.
1849. január végén Puchner követelésére a román és szász nemzeti tanácsok beleegyeztek a Havasalföldön állomásozó orosz cári erők behívásába. Lüders csapatai február 4-én – jóval Paszkevics hadműveleteinek megkezdése előtt – benyomultak Erdélybe, így Bem csapatait bekerítés fenyegette. A vízaknai és a dévai csatákban február 4. és 8. között Bem seregei súlyos vereségeket szenvedtek, bár csapatainak maradékával ki tudott csúszni a kialakuló gyűrűből.
Erősítésekhez jutva Bem már február 9-én ismét támadásba ment át, Piskinél legyőzte az egyesült osztrák–orosz haderőt, és ismét Székelyföldre vonult. A Piskinél vívott csatában és a győzelemben, akárcsak Szeben városának március 11-ei bevételében, döntő szerep hárult a Gál Sándor ezredes által, az első székely határőrezredből a Bem táborába vezényelt három csíki zászlóaljnak. Ezt követően az orosz és osztrák csapatok elhagyták Erdélyt, Bem pedig elfoglalta Brassót.
Mi ne győznénk? hisz Bem a vezérünk,

A szabadság régi bajnoka!

Bosszuálló fénnyel jár előttünk

Osztrolenka véres csillaga.
A második orosz beavatkozás megindulása, 1849. június 19. után Bem kezdetben sikerrel lassította Alekszandr Lüders és Magnus Grotenhjelm csapatainak előrenyomulását, még Moldvába is betört, hogy ott felkelést robbantson ki. Visszatérve, július 31-én azonban a segesvári csatában vereséget szenvedett, hadserege teljesen szétzilálódott.
Erdély elvesztése után Aradon találkozott Kossuthtal, aki – miután Görgeiben nem bízott, Dembinszky pedig ismételten bebizonyította alkalmatlanságát – a magyar csapatok főparancsnokává nevezte ki. Augusztus 9-én azonban Temesvárnál csapatait Haynau táborszernagy csapatai teljesen szétverték. A csatában egy ágyúgolyótól megbokrosodott lova levetette a hátáról, a balesetben eltört a kulcscsontja.
Bem sokat tett a magyar–román megbékélésért, az irreguláris csapatok kölcsönös bosszúhadjáratait azonban nem sikerült megelőznie. 1849 tavaszán megállapodott az addig az osztrákokat támogató, legjelentősebb román felkelővezérrel, Avram Iancuval, hogy a román felkelők nem harcolnak tovább a magyar honvédsereg ellen. A megállapodást azonban Hatvani Imre szabadcsapatának egy rosszul időzített akciója miatt a románok sem tartották be. Vezérkari főnöke Czetz János tábornok, egyik segédtisztje pedig őrnagyi rendfokozattal Petőfi volt. Petőfi – a fegyelemsértési ügyében elmarasztalt költő – vágyott az erdélyi hadseregben harcolni, a Debrecenben tartózkodó Kossuthhoz írt levelében így fogalmazott: „gyalázat nélkül csak Bem oldala mellett lehet az ember”.

### A szabadságharc leverése után
1849 augusztusában Bem az Oszmán Birodalomba menekült. Az orosz kormány a menekültek kiadását követelte Isztambultól, amire a köztük kötött legutolsó békeszerződés miatt az Oszmán Birodalom kötelezettséget vállalt – kivéve, ha a menekült áttért az iszlám vallásra.
A lengyel hazafiak egy közeledő orosz–török háborúban reménykedtek. Az emigráns tisztek szívesen részt vettek volna ebben a törökök oldalán, de ehhez fel kellett venniük az iszlám vallást. A magyar és lengyel emigránsok körében nagy vita bontakozott ki erről. Kossuth Lajos, és Mészáros Lázár is ellenezte ezt, Bem azonban – Guyon Richárddal, Kmety Györggyel és mintegy 216 magyar, 7 lengyel és 15 olasz társával együtt – gyakorlati alapon foglalt állást és áttért az iszlámra, felvette a Murád (Murat) nevet.
Háborúra azonban mégsem került sor. Az adott helyzetben a brit kormányzat is ez ellen dolgozott. Az oszmán kormány az újdonsült Murád pasát az oroszoktól távoli, a mai Szíria területén fekvő Aleppóba internálta. Itt először egy helyi arabokból felállítandó ezred tervével foglalkozott, utána salétrom és lőpor gyártásával kísérletezett. 1850 októberében egy népes arab rablócsapat támadta meg a várost, és az oszmán hatóságok őt bízták meg a védelem irányításával. A Bem által irányított kitűnő tüzérség súlyos vereséget mért az ostromlókra.
Bem egészsége azonban rohamosan hanyatlott, valószínűleg maláriás láz okozta halálát. 1850. december 10-én e mondattal lehelte ki a lelkét halálos ágyán: „Lengyelország, én már nem szabadítalak fel…” Muszlimként az oszmán kormányzat temettette el. Temetésén Kerim basa, a katonai parancsnok, a francia és angol konzul, sok tiszt és rengeteg katona volt jelen.
Bem maradványait 1929-ben szállították Lengyelországba. Vallási okokból nem lehetett a keresztény lengyel földben elhantolni, ezért egy kőszarkofágban helyezték el, amelyet hat gigantikus oszlop tart a magasban egy tarnówi tóban.

## Személye

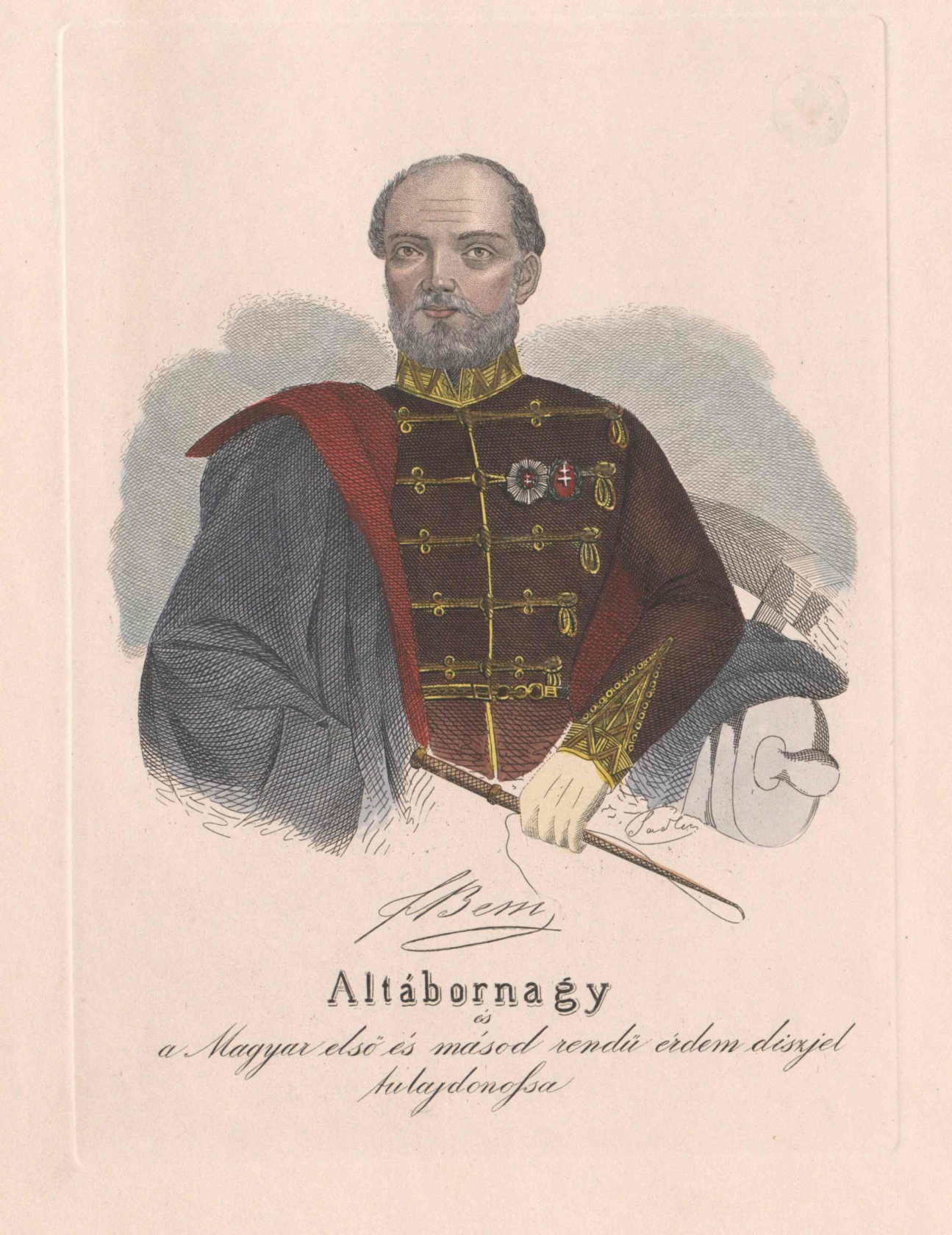
Bem József 1830-ban

A kis termetű, vézna, beteges embernek hatalmas volt a lelkiereje. A csata napján valódi hősként viselkedett, nagy kócsagtollas csákójával mindenütt elöl járt, és sok sebtől eltorzult arca belső tűztől égett. Példamutató rettenthetetlensége átragadt katonáira is. Különösen a székelyek ragaszkodtak hozzá babonás tisztelettel. Hadvezérként mesterien alkalmazta az ágyúütegeket, szerette a gyors helyváltoztatáson alapuló meglepetés-taktikát, ezért nagyon megfelelt számára a kicsi, hegyes-völgyes országban kis létszámú sereggel vívott küzdelem. Önzetlen, halált megvető bátorságú, tanult és ügyes katonaként kötelezte el magát a szabadságharc eszméje mellett. Petőfire óriási hatással volt, ez a hatás felfedezhető verseiben is. Távol tartotta magát a magyar vezérek pártoskodásától, ezért élvezte Kossuth teljes bizalmát. A kormány utasításait azonban nem sokra tartotta, és nemcsak a katonai, de a polgári igazgatás kérdéseiben is attól függetlenül szeretett eljárni.
Élete fő céljához, a lengyel szabadságért folytatott küzdelemhez haláláig hű maradt. A vallási áttérés ehhez csak eszköz volt. Ha megéri az 1853-ban kirobbant krími háborút, minden bizonnyal hatékonyan harcolt volna az Orosz Birodalom ellen.

## Emlékezete
- Marosvásárhelyen 1880. október 17-én avatták fel szobrát a Széchenyi téren, Huszár Adolf alkotását. A román hatalomátvétel után, 1919-ben ledöntötték, majd nyoma veszett.[9]
- 1897-ben lengyel, magyar és német művészek festették a 15×120 méteres Erdélyi körkép című művet, mely a nagyszebeni győzelmét ábrázolja.
- Hamvait 1929. június 30-án hazaszállították Lengyelországba. Útja során Budapesten, a Nemzeti Múzeum előtt is felravatalozták a koporsóját. Mauzóleuma, hat oszlopon álló kő szarkofágja Tarnówban van.
- Budapest II. kerületében utca és tér viseli nevét; a Bem téren 1934 májusától szobra áll. A Duna jobb partjának Margit híd és Lánchíd közötti szakaszát 1950-ben, halálának 100. évfordulója alkalmából Bem rakpartnak nevezték el. A szobor a magyarországi lengyelek fontos emléke, illetve emlékhelye.
- Budapest XVIII. kerületében utca viseli a nevét, ahol a 2. sz. alatt 2003. szeptember 13-án Dąbrowa Tarnowska lengyel város helyhatóságának ajándékaként emléktáblát avattak a tiszteletére.[10]
- 1958-ban megalakult a Magyarországi Bem József Lengyel Kulturális Egyesület (Polskie Stowarzyszenie Kulturalne im. Józefa Bema na Węgrzech),[11] melynek tradíciója Bem József születésnapjának megünneplése a II. kerületi szobornál.

## Képgaléria

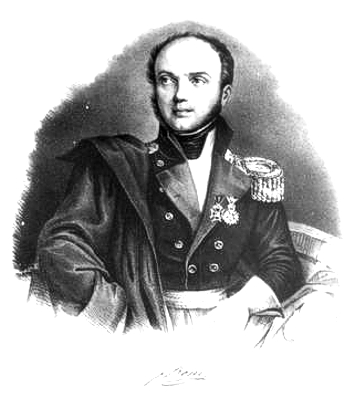
A fiatal Bem
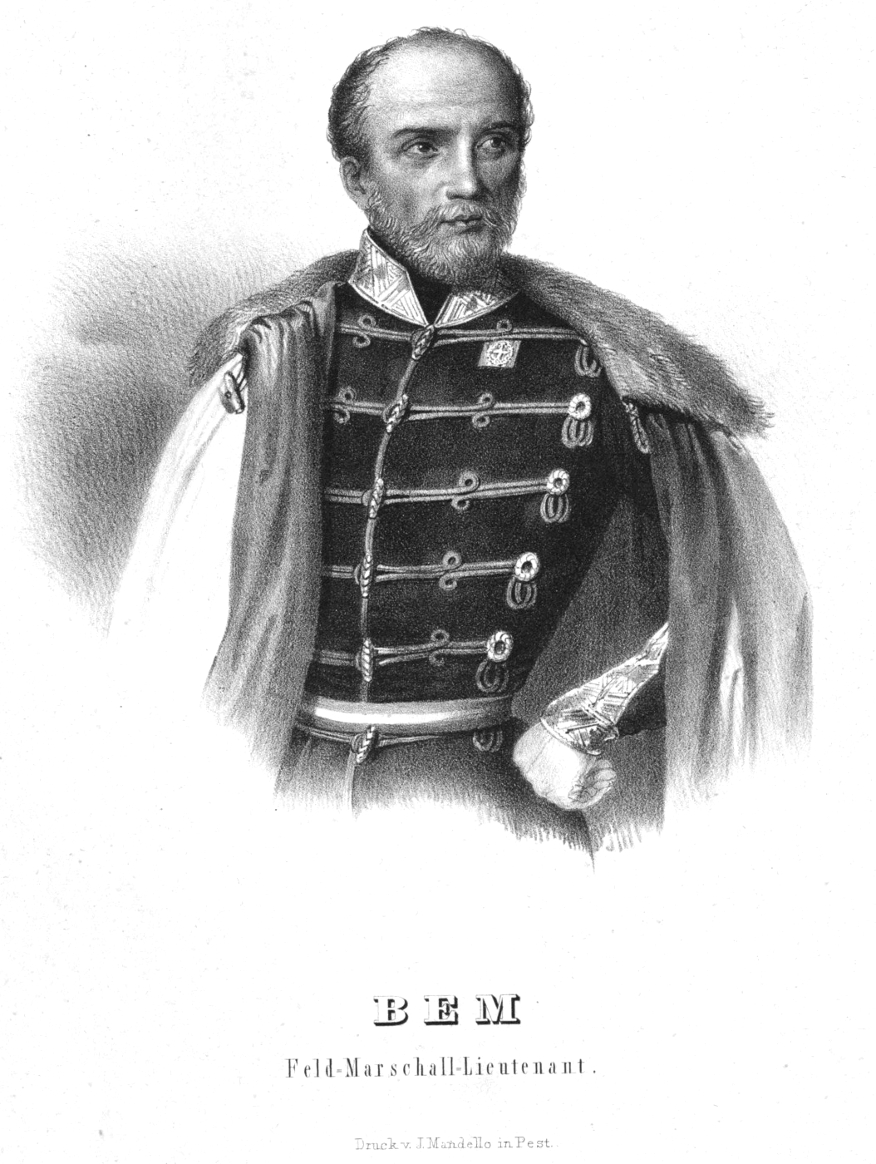
Bem tábornok
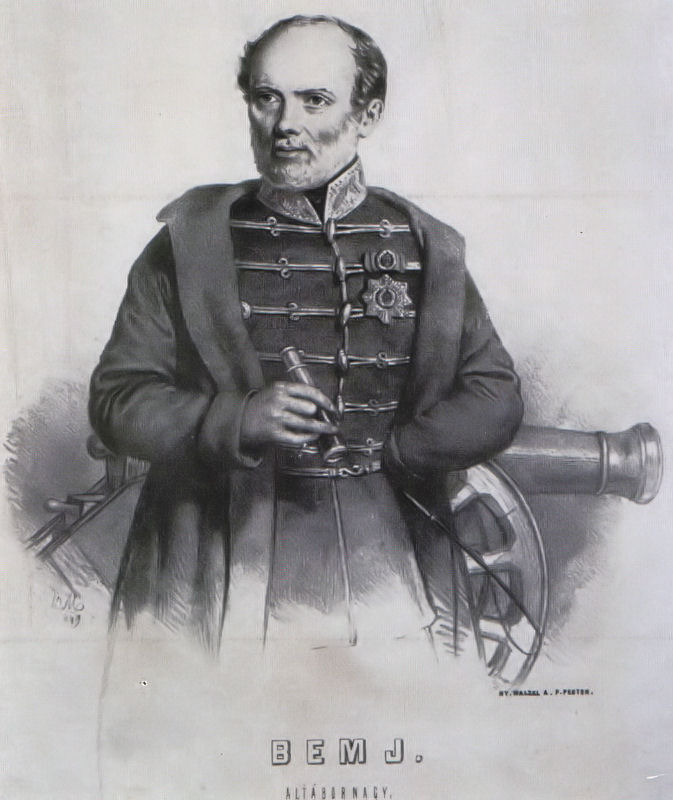
Barabás Miklós: Bem József arcképe (litográfia)
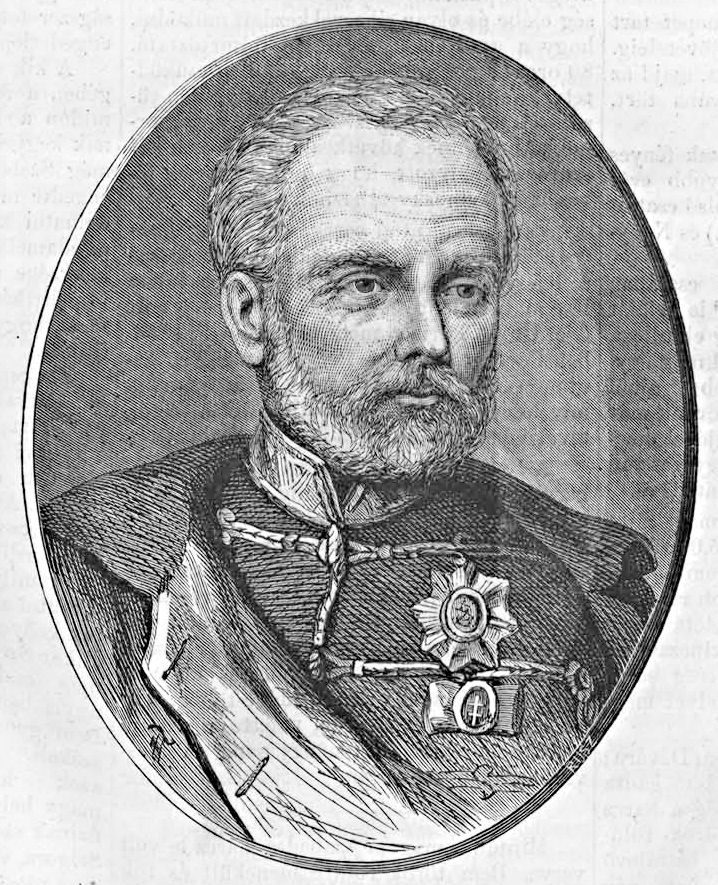
Bem József (a Vasárnapi Ujság illusztrációja)
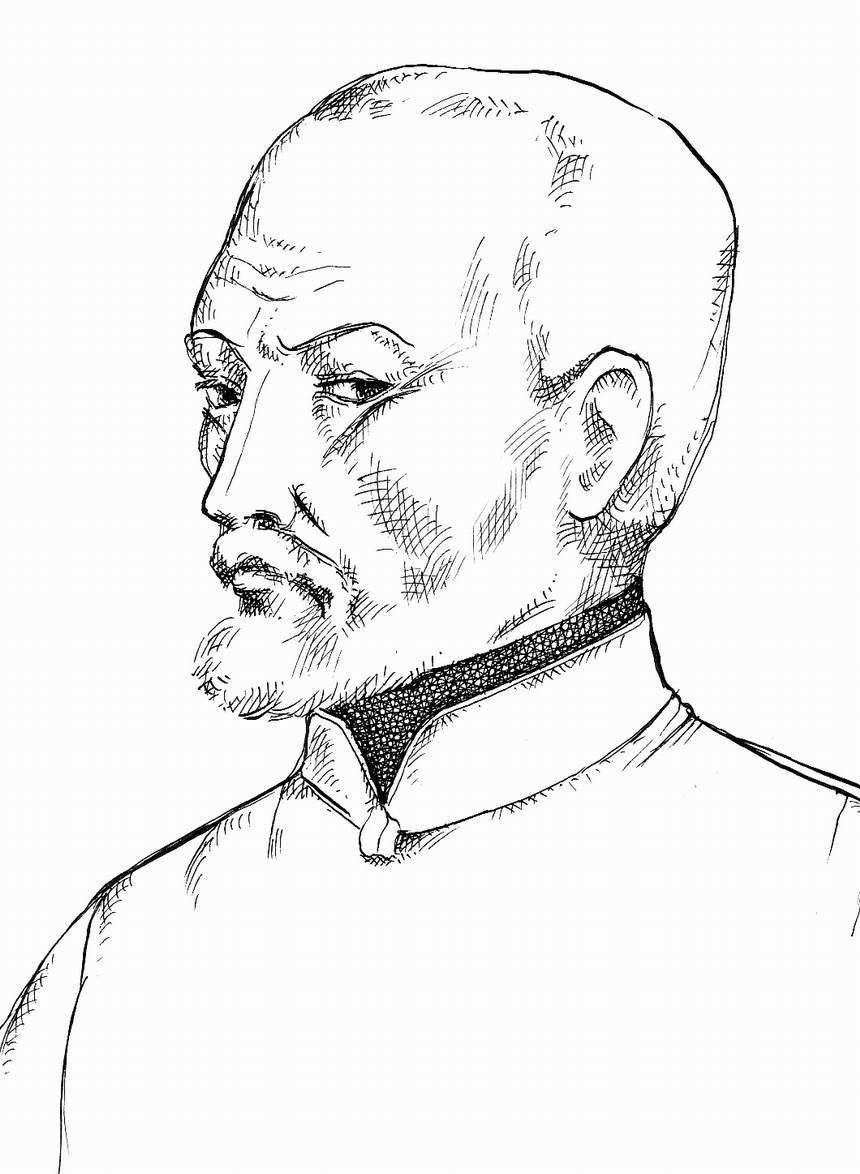
Bem József arcképe Muhi Sándor grafikája
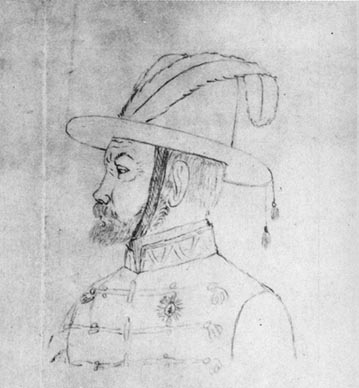
Petőfi ceruzarajza Bemről